# Giejsiszki
Giejsiszki (lit. Geisiškės) − wieś na Litwie, w rejonie wileńskim, 4 km na północny zachód od Duksztów, zamieszkana przez 248 ludzi. Przed II wojną światową w Polsce, w powiecie wileńsko-trockim województwa wileńskiego.
W Giejsiszkach znajduje się XIX-wieczna parafialna cerkiew prawosławna pw. św. Jerzego.